# Bayshore Gardens
Bayshore Gardens es un lugar designado por el censo ubicado en el condado de Manatee en el estado estadounidense de Florida. En el Censo de 2010 tenía una población de 16323 habitantes y una densidad poblacional de 1.765,36 personas por km².

## Geografía
Bayshore Gardens se encuentra ubicado en las coordenadas 27°25′59″N 82°34′39″O / 27.43306, -82.57750. Según la Oficina del Censo de los Estados Unidos, Bayshore Gardens tiene una superficie total de 9.25 km², de la cual 9.07 km² corresponden a tierra firme y (1.88%) 0.17 km² es agua.

## Demografía
Según el censo de 2010, había 16323 personas residiendo en Bayshore Gardens. La densidad de población era de 1.765,36 hab./km². De los 16323 habitantes, Bayshore Gardens estaba compuesto por el 80.97% blancos, el 7.35% eran afroamericanos, el 0.53% eran amerindios, el 1.07% eran asiáticos, el 0.07% eran isleños del Pacífico, el 7.25% eran de otras razas y el 2.78% pertenecían a dos o más razas. Del total de la población el 19.02% eran hispanos o latinos de cualquier raza.